# Kaktsajärvi (östra)
Kaktsajärvi (östra), Kaktsajärvi (västra) och Kaktsajärvi (norra), eller Kaktsajävrik är sjöar i Finland. De ligger i kommunen Utsjoki i landskapet Lappland, i den norra delen av landet, 1 000 km norr om huvudstaden Helsingfors. Kaktsajävrik ligger 223,9 meter över havet. Omgivningarna runt Kaktsajärvi är i huvudsak ett öppet busklandskap. Arean är 6,9 hektar och strandlinjen är 1,84 kilometer lång. Sjön  ingår i Pasvik älvs huvudavrinningsområde. 